# Dobrzyca (Będzino)
Dobrzyca (deutsch Kordeshagen, früher Cordeshagen) ist ein Dorf in der Landgemeinde Będzino (Alt Banzin) bei Koszalin (Köslin) in der polnischen Woiwodschaft Westpommern.

## Geographische Lage
Das Kirchdorf liegt in Hinterpommern am Oberlauf des Flüsschens Wonne, das östlich von Kołobrzeg (Kolberg)  in die Ostsee mündet. Die Entfernung nach Koszalin (Köslin) im Osten beträgt etwa 17 Kilometer.
Nachbargemeinden sind Słowienkowo (Wolfshagen) sowie Będzino (Alt Banzin) im Nordosten und  Wierzchominko (Varchminshagen) im Südosten. 

## Geschichte

Kordeshagen, zwischen Kolberg an der Ostsee und Köslin, auf einer Landkarte von 1910.

Kordeshagen (vormals auch Cordeshagen oder Curdshagen) war früher ein altes Lehen der Familie von Kameke. Im Jahr 1340 war Kurd von Kameke der Besitzer von Kordeshagen. Im Dorf liegt ein 12 Morgen großer See.
Mitten im Dorf lagen zwei Vorwerke: Niederhof, zu dem eine Windmühle gehörte, und Altenhagen (oder Endehof) mit einer Schäferei. Um das Jahr 1780 gab es im Dorf 23 Bauern, einen Halbbauern, einen Kossäten, zwei Predigerbauern, einen Gasthof, einen Prediger, einen Küster und insgesamt 50 Feuerstellen (Haushalte). Auf der Feldmark des Dorfs, Schmollenhagen  genannt, lebten weitere sechs Kossäten. 
Am 13. Oktober 1921 erfolgte die Eingliederung des Gutsbezirks Kordeshagen in die Landgemeinde Kordeshagen.
Anfang der 1930er Jahre hatte die  Landgemeinde Kordeshagen eine Flächengröße von 17,1 km². Innerhalb der Gemeindegrenzen standen zusammen 183 bewohnte Wohnhäuser an vier verschiedenen Wohnstätten:
1. Kordeshagen
2. Schmollenhagen
3. Siedler-Kolonie Falkenburg
4. Steinkrausfelde

Um 1935 hatte Kordeshagen unter anderem drei Gasthöfe, eine Niederlassung der Spar- und Darlehnskasse, eine Apotheke, fünf Gemischtwarenläden, eine Maschinenfabrik, eine Mühle, zwei Schmieden, zwei Stellmachereien, vier Tischlereien und zwei Viehhandlungen.
Bis 1945 gehörte die Landgemeinde Kordeshagen zum Kreis Köslin in der preußischen Provinz Pommern. Kordeshagen war Sitz des Amtsbezirks Kordeshagen.
Nachdem die Region gegen Ende des Zweiten Weltkriegs im Frühjahr 1945 von der Roten Armee besetzt worden war, wurde Kordeshagen von der Sowjetunion der Volksrepublik Polen zur Verwaltung überlassen. Der Ortsname Kordeshagen wurde zu Dobrzyca polonisiert. Die Einheimischen Kordeshagens wurden bis etwa 1947  von der polnischen Administration aus dem Kreisgebiet vertrieben.

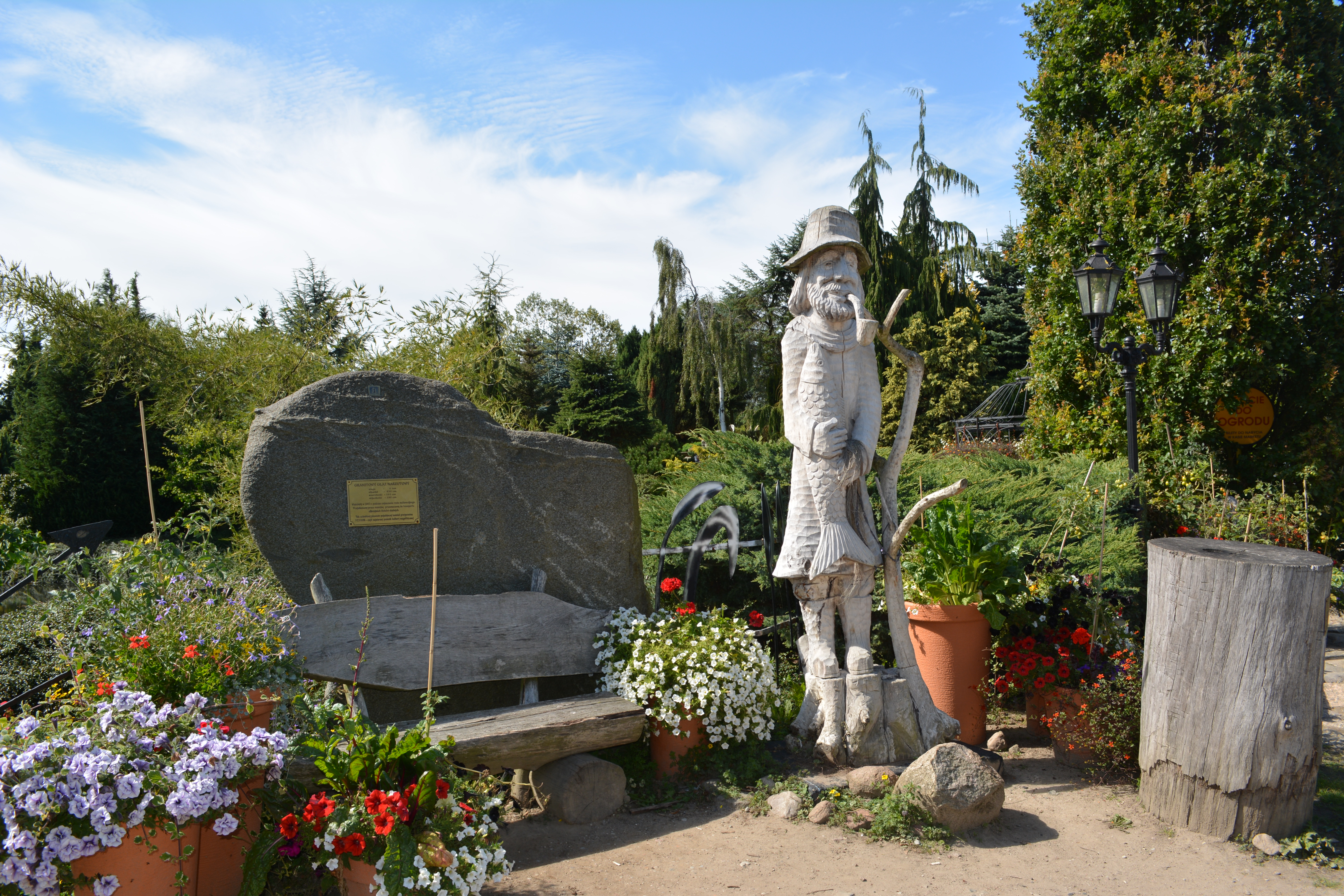
Thematische Gärten Hortulus

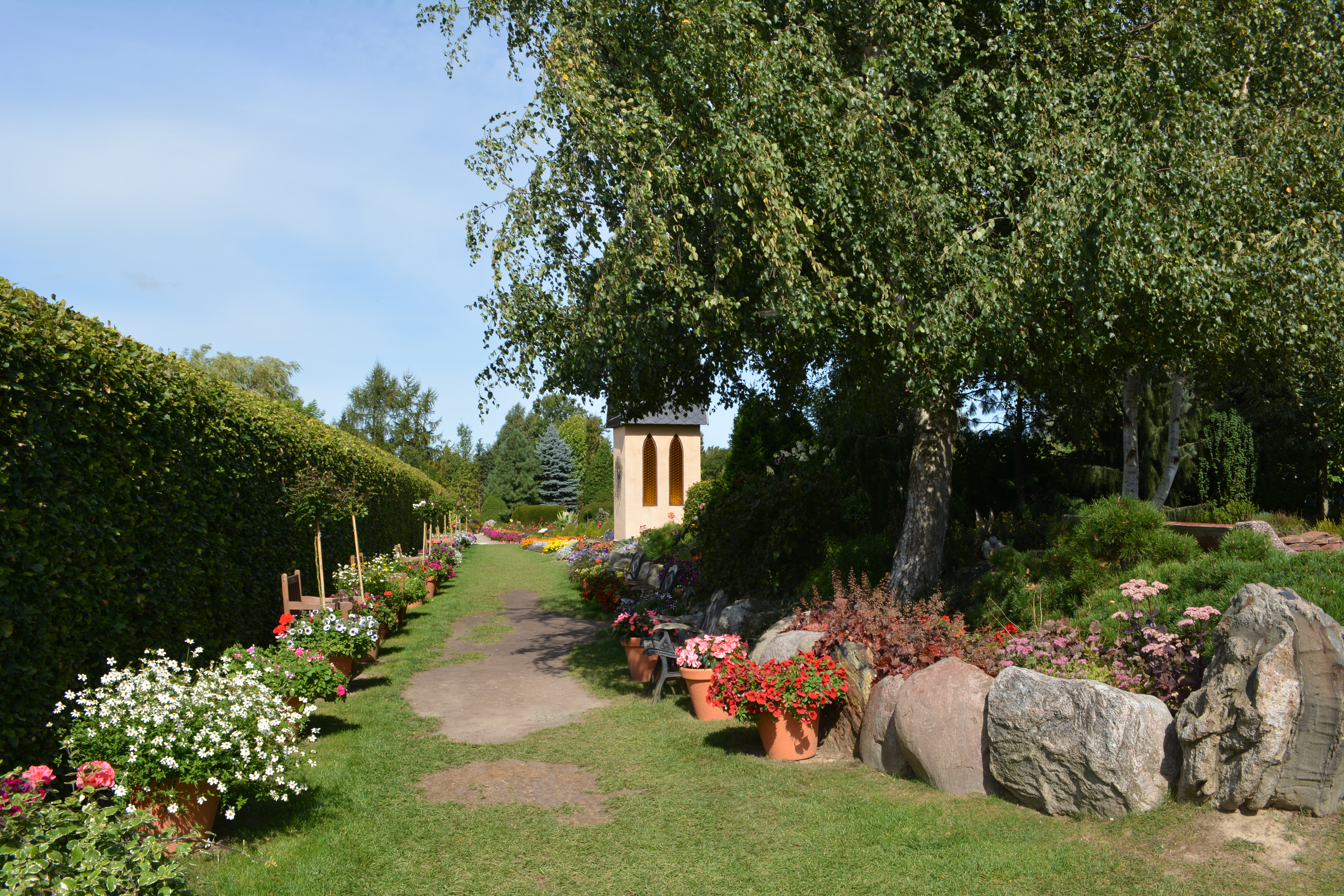
Englischer Garten in den thematischen Gärten

Im Jahr 1992 wurde mit der Anlage von thematischen Gärten unter dem Namen „Hortulus Dobrzyca“ begonnen, die im Jahr 2014 bereits 28 Gärten zu verschiedenen Themen umfassen. Dazu gehören Gärten, die eine bestimmte Pflanzengesellschaft zeigen, wie auf Felsen, im Wald, in der Heide oder am Wasser verbunden mit Elementen der Gartenarchitektur und -kunst, genauso wie Gärten, die im Stile einer nationalen Kultur entwickelt wurden, wie der japanische, französische, englische oder Mittelmeergarten im Stil des Architekten Antoni Gaudí.

### Demographie
| Jahr | Einwohner | Anmerkungen |
| ---- | --------- | --- |
| 1818 | 356       | Kirchdorf, adlige Besitzung |
| 1822 | 356       | Dorf mit Mutterkirche und Windmühle |
| 1852 | 1104      | [ 9 ] |
| 1864 | 1336      | am 3. Dezember, im Dorf und Gutsbezirk, auf einer Fläche von 4731 bzw. 2041 Morgen                                                                |
| 1867 | 1242      | am 3. Dezember, davon 1120 im Dorf und 122 im Gutsbezirk                                                                                          |
| 1871 | 1222      | am 1. Dezember, davon 1014 im Dorf (1005 Evangelische, drei Katholiken und sechs sonstige Christen) und 208 im Gutsbezirk (sämtlich Evangelische) |
| 1910 | 1215      | am 1. Dezember, davon 1076 im Dorf und 139 im Gutsbezirk                                                                                          |
| 1925 | 1281      | davon 1276 Evangelische, drei Katholiken und zwei Juden                                                                                           |
| 1933 | 1231      | [ 14 ] |
| 1939 | 1263      | [ 14 ] |

## Kirche

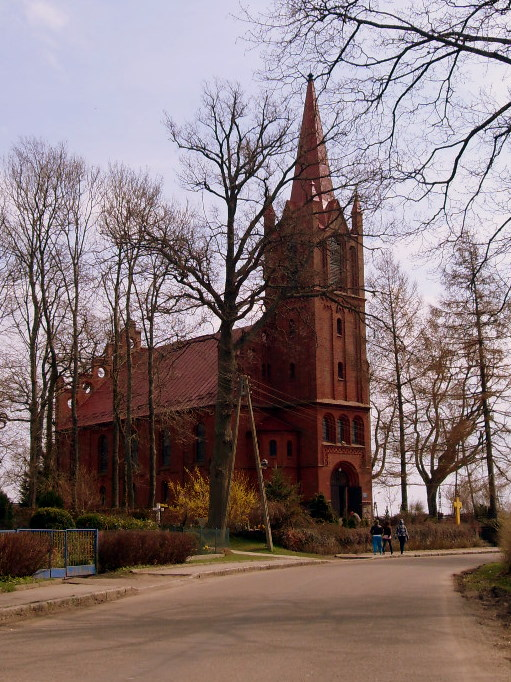
Ehemalige evangelische Dorfkirche von Kordeshagen (Aufnahme 2011)

Bis 1945 war die Bevölkerung von Kordeshagen überwiegend evangelischer Konfession. Kordeshagen war der Pfarrsitz des gleichnamigen Kirchspiels, zu dem noch die Orte Falkenburg, Hohenfelde, Schmollenhagen, Steinkrausfelde  und Wolfshagen gehörten. Anfang der 1930er Jahre wurde zusätzlich die Kirchengemeinde Varchmin mit den Ortschaften Leistkenhagen, Sarge, Sydowswiese  und Varchminshagen in den Pfarrsprengel integriert. Das Kirchenpatronat oblag den Rittergutsbesitzern der Güter im Kirchspiel, zu dem im Jahre 1940 mehr als 2300 Gemeindeglieder gehörten. Es lag im Kirchenkreis Köslin  im Ostsprengel der Kirchenprovinz Pommern der Kirche der Altpreußischen Union. Der Bestand an Kirchenbüchern reichte bis 1779 zurück.
Das Kirchengebäude, das zuvor der evangelischen Kirchengemeinde Kordeshagen als Gotteshaus gedient hatte, wurde 1945 zugunsten der Römisch-katholischen Kirche in Polen zwangsenteignet.
Die seit Vertreibung der einheimischen Bevölkerung nach 1945 hier anwesende polnische Einwohnerschaft ist überwiegend katholisch. Der Ort ist Sitz der Pfarrei St. Trinitatis (Trójcy Świętej) innerhalb des Dekanats Mielno (Großmöllen) im Bistum Köslin-Kolberg der Katholischen Kirche in Polen. Zugehörig zur Pfarrei, die mehr als 2400 Pfarrkinder zählt, sind die Filialkirchen Strzepowo (Strippow) und Wierzchomino (Varchmin) sowie die Messstation Uliszki (Steinkrausfelde).
Hier lebende evangelische Kirchenglieder sind in die Kirchengemeinde Zum Guten Hirten in Koszalin (Köslin) in der Diözese Pommern-Großpolen der Evangelisch-Augsburgischen Kirche in Polen eingegliedert.

### Pfarrer bis 1945
Zwischen der Reformation in Pommern (1538) und dem Ende des Zweiten Weltkriegs amtierten in Kordeshagen als evangelische Geistliche:
| - Johann Willenbecke - Peter Rugenwalde - Johann Sinapius, 1589–1604 - Dionysius Schävius, 1604–1646 - Matthäus Rüdiger, 1647–1669 - Michael Listig, 1670–1701 - Friedrich Listig, 1701–1716 - Johann Gerhard Stolberg, 1716–1741 - Johann Friedrich Schröner, 1742–1756 | - Bogislaw Daniel Sporges, 1758–1788 - Karl Wilhelm Christian Richardi, 1789–1835 - Friedrich Ludwig Ferdinand Meibauer, 1835–1867 - Karl Moritz Reinhold Eschenbach, 1867–1890 - August Eduard Pfaff, 1891–1906 - Ulrich Wellmann, 1906–1928 - Werner de Boor, 1928–1932 - Konstantin Sadde, 1933–1945 |

## Verkehr
Dobrzyca (Kordeshagen) liegt an einer südlichen Abzweigung von der polnischen Landesstraße 11 (ehemalige deutsche Reichsstraße 160) auf halber Strecke zwischen Koszalin (Köslin) und  Kołobrzeg (Kolberg).
Die nächste Bahnstation befindet sich in Słowienkowo (Wolfshagen) an der Bahnstrecke Koszalin–Goleniów.

## Persönlichkeiten
- Ernst Bogislav von Kameke (1674–1726), verstarb hier und liegt hier begraben.
- Alexander Friedrich von Kameke, preußischer Staatsmann.
- Werner de Boor (1899–1976), lutherischer Theologe, amtierte in Kordeshagen als Pfarrer von 1928 bis 1932.